# Бойтано, Брайан
Бра́йан Бойта́но (англ. Brian Boitano) (род. 22 октября 1963, Маунтин-Вью) — американский фигурист, выступавший в одиночном катании. Олимпийский чемпион 1988 года. Двукратный чемпион мира (1986, 1988), серебряный (1987) и бронзовый (1985) призёр чемпионатов мира. Четырёхкратный чемпион США (1985—1988).

## Биография
В возрасте 9 лет начал тренироваться у Линды Ливер. В 1987 году Линда Ливер пригласила хореографа Сандру Безик принять участие в создании короткой и произвольной программ для зимней Олимпиады 1988.
Сандра Безик стала хореографом олимпийских программ Бойтано, с которыми он выиграл золотую медаль.
Короткая программа на музыку из балета Джакомо Мейербера Les Patineurs была посвящена фигуристам XIX столетия. В произвольной программе на музыку к фильму «Наполеон» Сандра Безик создала для Бойтано образ романтического героя, отправляющегося на войну и возвращающегося с победой.
В 1996 году был включён в Мировой зал славы фигурного катания и в Американский зал славы фигурного катания.
Пародийный образ Брайана Бойтано как супергероя был создан в сериях мультфильма «Южный парк» «Дух Рождества» и «Южный парк: Большой, длинный и необрезанный». Получила широкую известность посвящённая ему песня «What Would Brian Boitano Do?».
Брайан Бойтано — открытый гомосексуал. 19 декабря 2013 года спортсмен совершил каминг-аут, это произошло через день после того, как он был включен президентом США Бараком Обамой в состав официальной олимпийской делегации на зимних Олимпийских играх 2014 года в Сочи.
В настоящее время проживает в городе Саннивейл, штат Калифорния.

## Спортивные достижения
| Соревнования/Сезон       | 1978 | 1982 | 1983 | 1984 | 1985 | 1986 | 1987 | 1988 | 1994 |
| ------------------------ | ---- | ---- | ---- | ---- | ---- | ---- | ---- | ---- | ---- |
| Зимние Олимпийские игры  |      |      |      | 5    |      |      |      | 1    | 6    |
| Чемпионаты мира          |      |      | 7    | 6    | 3    | 1    | 2    | 1    |      |
| Чемпионаты США           |      | 4    | 2    | 2    | 1    | 1    | 1    | 1    | 2    |
| Чемпионаты мира (юниоры) | 3    |      |      |      |      |      |      |      |      |